# Clié
Clié是索尼推出的個人數助理（PDA）。Clié是來自法語意即「筆記本」的意思，也代表「Communication」、「Link」、「Information」、「Entertainment」四個涵義。索尼希望它成為個人的娛樂助理，而奔邁公司自身的產品則更加偏于商務應用。新力的Clié在2004年6月退出歐美市場等地區的海外市場，2005年2月停止了在日本的生產和銷售。
在1999年11月，索尼和奔邁公司宣佈下一代掌上電腦的問世，將使用索尼的存儲技術和奔邁公司的Palm OS作業系統。同時，這款新產品將特別注重多媒體功能，這包括圖片流覽、音樂播放以及影像播放、縮小了奔邁公司和Pocket PC之間的差距。
作為特立獨行的Palm OS機種，Clié的歷史終止於VZ90。從2000年到2004年，索尼一共發售了十二個系列三十餘種機型。他們都帶有索尼自行研發的一些技術，比如Jog Dial和記憶棒，高解析度顯示幕等。

## S系列（2000 - 2002）
在索尼宣佈加入PalmOS陣營的第十個月，索尼便發表了他們的開山之作：PEG-S系列，PEG-S系列還加入了索尼的記憶棒技術及Jog Dial。

### PEG-S300，PEG-S500
S300使用16兆赫摩托羅拉EZ龍珠作為CPU，帶有8兆記憶體，採用PalmOS 3.51，標準解析度16階灰度顯示幕（160 x 160）。體積為，長11.5釐米、寬7.1釐米、厚1.5釐米，重121克。而PEG-S500的規格與S300近似，只是CPU為20兆赫，顯示幕為256色彩色顯示幕。
從S300和S500的性能看來，和同時代的奔邁公司 Vx在一個等級。但比Palm VX有著更小的體積和重量，外形也顯得較為時尚。特別是S500的外殼，它使用了藍色和銀色的設計。還有特別的皮套設計，不僅可以保護機器，還可以作為一個底座來用。
軟體方面，S300和S500綁定了用於圖片流覽的PictureGear Pocket和用於影像播放的gMedia。內置的PictureGear Pocket還為地址本增加了一個功能，就是為聯繫人添加照片。
S系列還有兩位後來者，型號分別為PEG-S320和PEG-S360。

## N系列（2001 - 2002）
2001年3月N系列面世，其最大的特點就是帶有音樂播放功能。

### PEG-N710CN
索尼的N系列第一款產品為N710，長11.9釐米、寬7.1釐米、厚1.6釐米，重160克。它擁有Clié的全部特性，包括Jog Dial和記憶棒等。N710第一次引入了高解析度的概念，它的彩色顯示品解析度可以達到320 x 320，突破了原本Palm的顯示限制，這個解析度甚至超過了Pocket PC的 240 x 320。使用的CPU為33兆赫的龍珠VZ處理器，記憶體是8兆，作業系統還是Palm OS 3.5。由於內置了特殊的音頻處理晶片，N710可以播放音樂。N710不僅能播放MP3，還可以播放Atrac3格式的音樂，

### PEG-N610C
2001年8月上市的N610大致上與N710近似，僅缺少音樂播放的功能。N610的作業系統版本為Palm OS 4.0。因為系統升級，N610的顯示幕可以支援65536種顏色，超越了N710的256色。

### PEG-N760C
N760是N710的升級版本，2001年9月上市，作業系統升級為Palm OS 4.1。

### PEG-N770C
该设备基本上与已上市的N710C相同，只不过新设备采用Palm OS 4.1。

#### 详细規格
- 操作系统：Palm OS 4.1
- 320 x 320高分辨率，65,536色，TFT LCD显示屏
- 存储棒插槽
- 集成音频播放器，能够通过外置扬声器或耳机播放ATRAC3和MP3文件
- 随机附带耳机
- 标准的内置应用包括：PictureGear Pocket和gMovie

## T系列（2001）
2001年，索尼推出了T系列。這個系列更加突出主機的纖細。第一款T系列的機型為PEG-T415，發佈於2001年12月。

### PEG-T415C
T415採用Palm OS 4.1版本的作業系統，CPU為33兆的龍珠VZ處理器，配備8兆記憶體，顯示幕是16階灰度高解析度型。T415的體型和N系列的機型相比顯得更輕更薄。體積為長11.8釐米、寬7.3釐米、厚1.04釐米，重量為122克。
T415加入了增強型紅外線功能。內置了一款遙控器軟體，支援許多品牌的影音設備。另外，T415帶有內置揚聲器，還有更加豐富的音效。可以通過Sound Converter程式轉化MIDI和WAV檔，並可以在奔邁公司程式中使用，從此鬧鐘的鈴聲變得豐富多彩起來。和N610一樣，T415無法播放MP3音樂，需要另外採購MP3模組。

### PEG-T615C
T615秉承了T系列的纖細外觀。它使用Palm OS 4.1版本的作業系統，CPU為33兆的龍珠VZ處理器，顯示幕是16位真彩高解析度型。這款機型的記憶體達到了16兆。

### PEG-T665C
T665於2002年5月上市，提供了一個更快的CPU和加入MP3播放功能。T665使用的CPU和NR系列一樣是摩托羅拉龍珠超級VZ處理器，主頻達到66兆赫。Hold鍵也是第一次出現在Clié機型上，這不僅僅節省了電力，還有效防止了誤操作。
T615c和T665c外形相似，可以從左側的耳機插孔和Hold鍵來區分。

## NR系列（2002）
2002年3月，全新設計的NR系列上市。NR系列採用了叫「Wing」的翻蓋設計，提供了一個更大的顯示幕和一個標準鍵位的小鍵盤。用戶可以將螢幕扭轉180度，將鍵盤隱藏起來，提供了更大的顯示空間。而索尼又一次制定了HiRes+（320 x 480）解析度標準。機身也伴隨顯示幕的增大變得巨型。虛擬手寫區也是第一次出現在Palm OS 系統上。CPU的速度也提高了，這次採用的是66兆赫超級VZ龍珠處理器，足足比以往33兆赫的機型快了一倍。運算能力的提高不僅有利於多媒體處理，而且也加快了應用程式的啟動速度。
NR系列不僅僅是第一款自帶鍵盤的機型，其中PRG-NR70V同時是第一款內置攝像頭的機型，可以拍攝三種尺寸的照片。而PEG-NR70則沒有內置攝像頭。
雖然NR系列應用了許多新技術，可是卻有續航時間過短及太大太笨重的問題。不過那個叫「Wing」的翻蓋設計卻被後來的NX及NZ系列繼承了。

## SL和SJ系列（2002）
在2002年7月，索尼推出了SL系列的第一款產品，PEG-SL10。
SL10使用33兆赫的龍珠，8兆記憶體，作業系統為Palm OS 4.1。這是一款入門級的黑白機型，帶有明顯的Clié風格，如高解析度顯示幕，以及Jog Dial。SL系列還有一個特點就是機型小巧緊湊，雖然沒有T系列那麼纖細，但是有更為短小的外型。而SL10另一個特色是使用普通乾電池作為電源。
不過在之後推出的機型都改以SJ開頭，SJ20就是SL10的升級版本，記憶體升級到16兆。SJ22為SJ20的升級版，主要將顯示幕升級到彩色。而SJ33在SJ30的基礎上再次升級，這次載入了音樂播放功能，可以播放MP3和Atrac3格式的音樂。

## NX系列（2002）
索尼在2002年10月發佈了第一款使用Palm OS5的PEG-NX60，同時發佈的還有PEG-NX70V。
NX系列使用了Intel的XScale PXA250處理器，頻率為200兆赫，代替龍珠系列處理器。而記憶體容量還是16兆。NX系列除了繼承了NR系列的折疊設計，還增加了一個CF卡插槽，但索尼並沒有提供CF存儲卡的驅動程式，插槽僅僅能使用CF WiFi網卡。但後來有一些愛好者為它寫了驅動程式。除此之外NX70V還帶有一個三十萬像素的攝像頭，比NR70V的十萬像素有所進步。
半年後推出了NX73V和NX80V。NX73V改用了XScale PXA263處理器，不過頻率仍然為200兆赫。歐洲版本內置了藍牙晶片而且提供了CF卡的驱动程序，可以使用CF记忆卡。而NX80V的記憶體增加到32兆，還搭載了一個130萬像素的攝像頭。

## NZ系列（2003）
這個系列只有一款產品，便是2003年10月發佈的PEG-NZ90。
NZ90使用了Intel的XScale PXA250處理器，頻率還是為200兆赫。不過NZ90的攝像頭卻增加至200萬像素，並且帶有閃光燈，還支援藍牙和CF WiFi卡。另外NZ90的鋰電池是可以自行更換的，如果遇到電力不足的情況可以使用另外一塊電池來延長續航時間。

## TG系列（2003）
2003年3月，索尼推出了新的TG系列，亦是本系列的唯一一款產品：PEG-TG50。
TG50使用Intel的XScale PXA250處理器，頻率都是200兆赫，記憶體為16兆，作業系統為Palm OS 5.0。此機最大的特色是取消了手寫區，用鍵盤來代替。鍵盤改良自NR/NX系列，並追加了背光燈，方便在黑夜中輸入文字。另外為了補償因失去了手寫區而消失的「Home」等鍵，TG50追加了2個圓形按鈕。而在「四大按鈕」及那2個圓形按鈕上設有凹位方便用筆點按。TG50另一個特色就是那個為了保護螢幕及鍵盤而設的金屬保護蓋。除了支援紅外線，TG50也支持藍牙功能，是第二款內置藍牙的Clié機型。機側除設有電源鈕及Jog Dial外還有錄音按鈕，機頂設有單音麥克風，方便一按即錄音。電池方面亦是TG50的一個賣點，它和NZ90一樣是可以自行更換的900mAh鋰聚合物電池，而且電力持久，一般約可使用11天。
不過TG50不能直接支援Memory Stick PRO，用戶需要安裝升級檔才行。

## UX系列（2003）
UX50和UX40提出时自带有16MB内存，附此以外它还带有29MB的附加缓存以便于存储MPEG,JPEG,MP3；这两款产品上还带有附加的16MB容量以备份内存。如果电池严重不足时，内存中的内容会自动备份到它上面以防止丢失。

### PEG-UX50
這款機器唯一款另類的Palm，它的體積為長10.3釐米、寬8.65釐米、厚1.8釐米。從外觀上看，就是一個縮小的筆記本電腦。
UX50螢幕採用了旋轉設計，很像NX系列的橫向版本。CPU採用了新力設計的Handheld Engine處理器，主頻為123兆赫，這款處理器主要在多媒體、省電和小型化三個方面有所加強。配備藍牙和WiFi，內置30萬圖元攝像，Jog Dial採用了VAIO筆記本電腦的設計。在UX50中，可以几乎完美运行Clie Organizer程式，虽然该程式仅为TH55和VZ90所设计。

### PEG-UX40
UX40只有蓝牙功能。

## TJ系列（2003）

### PEG-TJ25，PEG-TJ27，PEG-TJ35，PEG-TJ37
2003年10月，新力推出了TJ系列的兩款產品，分別是TJ25和TJ35。
CPU使用了摩托羅拉公司的i.MXL處理器，頻率為200兆赫。TJ25帶有16兆記憶體，而TJ35則為32兆。二者的區別還體現在功能上，TJ35可以播放MP3音樂，而TJ25不能。TJ35還帶有新的輸入法，用戶可以選擇Graffiti 2或Decuma。
在2004年2月，新力推出了他們的升級版本，TJ27和TJ37。加入了一個三十萬圖元的攝像頭（欧版和美版的TJ37拥有内置WIFI）。而TJ27作為TJ25的升級版，仍然不能播放MP3。

## TH系列（2004）

### PEG-TH55
在2004年2月，TJ27和TJ37面世的同時，新力還推出了機型TH55，這是新力最後一款全球發售的機型。
TH55是第一部使用320 x 480的直板機型，內置了WiFi，其歐洲版本內置了藍牙支持。和UX系列相同，TH55使用新力自行研發的CPU，Handheld Engine，主頻為123兆赫。記憶體為32兆，內置的攝像頭圖元仍然為31萬，並包括全新的Clié Organizer軟體。

## VZ系列（2004）

### PEG-VZ90
2004年8月，新力在日本推出了專為影音多媒體而設的VZ90，並成為了新力最後一部Clie。
VZ90是首部採用OLED顯示屏的個人數碼助理，使用橫置480 x 320顯示，內置WiFi，但沒有藍牙支援。使用搪蓋式設計的VZ90，機身較厚。和UX及TH系列相同，VZ90使用新力自行研發的CPU，Handheld Engine，主頻為123兆赫。記憶體為32兆。
VZ90跟TH一樣，內置Clié Organizer軟體。